# Trichoparmenonta hoegei
Trichoparmenonta hoegei là một loài bọ cánh cứng trong họ Cerambycidae.